# Ismail al-Faruqi
Ismail Raji al-Faruqi (àrab: إسماعيل راجي الفاروقي, Ismāʿīl Rājī al-Fārūqī; Jafa, 1 de gener de 1921 – Wyncote, Pennsilvània, 27 de maig de 1986) va ser un filòsof i erudit palestí i estatunidenc que va treballar en el camp dels estudis islàmics i el diàleg interreligiós. Va passar temps a Universitat Al-Azhar al Caire i va ensenyar a diverses universitats d'Amèrica del Nord, incloent la Universitat McGill, a Montreal. Al-Faruqi va ser professor de religió a la Universitat de Temple, on va fundar i presidir el programa d'Estudis Islàmics. Va cofundar l'Institut Internacional de Pensament Islàmic (IIIT). Al-Faruqi va escriure més de 100 articles i 25 llibres, incloent Ètica cristiana (1967) i Al-Tawhid: Implicacions per al pensament i la vida (1982), tractant temes de pensament islàmic, ètica i monoteisme.

## Biografia
Al-Faruqi va néixer a Jaffa, a Palestina. El seu pare, 'Abd al-Huda al-Faruqi, era un jutge islàmic. Va rebre la seva educació religiosa inicial a casa i a la mesquita local. En 1936, va començar a estudiar al Col·legi dels Germans de Jaffa.
Després de la guerra àrab-israeliana de 1948, al-Faruqi va emigrar a Beirut, on va estudiar a la Universitat Americana de Beirut. Va obtenir el seu M.A. en filosofia a la Universitat d'Indiana i el seu doctorat a la mateixa universitat. Va ser durant aquest temps que es va casar amb Lois Lamya al-Faruqi.

## Carrera acadèmica
En 1958, al-Faruqi va rebre una beca a la Universitat McGill, on va ensenyar al costat de Wilfred Cantwell Smith. Més tard, va treballar a la Universitat de Chicago i a la Universitat de Syracuse. En 1968, es va unir a la Universitat Temple, on va fundar el Programa d'Estudis Islàmics i va romandre fins a la seva mort el 1986.

## Pensament i filosofia
Al-Faruqi va centrar-se inicialment en l'estudi de la uruba, l'‘arabitat’, defensant que era la identitat que unia els musulmans. Amb el temps, va ampliar la seva visió per incloure una identitat islàmica més àmplia. Va destacar la importància del tawhid (el ‘monoteisme’) com un aspecte clau de la consciència religiosa àrab.
Va criticar el sufisme, argumentant que sovint desviava l'atenció dels aspectes racionals de l'islam, i es va inspirar en pensadors que promovien l'ús de la raó en la comprensió dels principis islàmics. Va buscar establir principis de meta-religió basats en la raó, amb l'objectiu de trobar terrenys comuns per a la cooperació entre diferents fes.

## Crítica al sionisme
Al-Faruqi va expressar les seves crítiques al sionisme, considerant-lo incompatible amb el judaisme. Va argumentar que les injustícies causades pel sionisme necessitaven ser abordades. Va plantejar que la governança islàmica podria acollir diverses comunitats religioses sense imposar les seves pràctiques.

## Aportacions acadèmiques
Al-Faruqi va contribuir als estudis islàmics a través de la seva escriptura i la seva participació en organitzacions acadèmiques i interreligioses. Va ser un dels primers acadèmics musulmans a participar en estudis de religió comparativa, promovent el diàleg respectuós entre les tradicions religioses.
Va tenir un paper important en conferències sobre educació islàmica i va assessorar líders polítics en el món musulmà, incloent la fundació de la Universitat Islàmica Internacional de Malàisia.

## Mort
Al maig de 1986, al-Faruqi i la seva esposa van ser assassinats a casa seva a Wyncote, Pennsilvània. L'assassí, Joseph Louis Young, va ser condemnat a mort i va morir a la presó en 1996. Diverses teories han estat suggerides sobre les motivacions darrere de l'assassinat, incloent un robatori fallit i un assassinat de motivació política.